# Lagoa Rasa (Sete Cidades)
Lagoa Rasa (portugiesisch ‚seichter See‘) ist ein See in Portugal auf der Azoren-Insel São Miguel im Kreis Ponta Delgada. Der See liegt im Krater von Sete Cidades in einem eigenen Krater auf etwa 565 m Höhe über dem Meeresspiegel und ist zirka 4,5 ha groß.
Nur drei Kilometer entfernt gibt es in der Serra Devassa einen weiteren See, der auch Lagoa Rasa heißt.